# Borso d'Este
Borso d'Este (? 1413 - Ferrara, Ducat de Ferrara 1471) pertanyent a la Dinastia Este fou el 1r Duc de Mòdena (1452-1471) i 1r Duc de Ferrara (1471)

## Orígens familiars
Va néixer el 1413 sent fill il·legítim de Nicolau III d'Este i la seva amistançada Stella dell'Assassino. Per línia paterna fou net d'Albert I d'Este i Isotta Albaresani, així com germanastre de Lionel i Hèrcules I d'Este.

## Duc de Mòdena i Ferrara
A la mort del seu germà Lionel, ocorreguda l'octubre de 1450, fou nomenat successor i, per tant, Senyor de Mòdena i Ferrara. El 18 de maig de 1452 rebé la confirmació dels seus feus per part de l'emperador Frederic III del Sacre Imperi Romanogermànic, confirmant-li l'elevació del títol ducal. Posteriorment, el 12 d'abril de 1471 fou nomenat duc de Ferrara per part del papa Pau II a la Basílica de Sant Pere del Vaticà.
Borso exercí una política expansionista del seu estat, realitzant aliances amb la República de Venècia i enfrontant-se amb Francesc I Sforza així com els Mèdici, rivalitats que el van dur a realitzar la batalla de Molinella.
A la seva cort reuní part dels pintors més importants del Renaixement, entre ells Francesco del Cossa, Ercole Ferrarese i Cosimo Tura. També protegí les lletres i la poesia, sobretot apadrinà el poeta toscà Tito Vespasiano Strozzi. Borso és especialment famós gràcies a la Bíblia de Borso d'Este, que duu el seu nom, una de les més famoses obres de miniatura a la Itàlia renaixentista, i que fou encarregada el 1455.
Borso morí el 19 d'agost de 1471 a la ciutat de Ferrara, i sense hereus coneguts deixà com a successor el seu germanastre Hèrcules I d'Este.